# Hospital Santa Terezinha

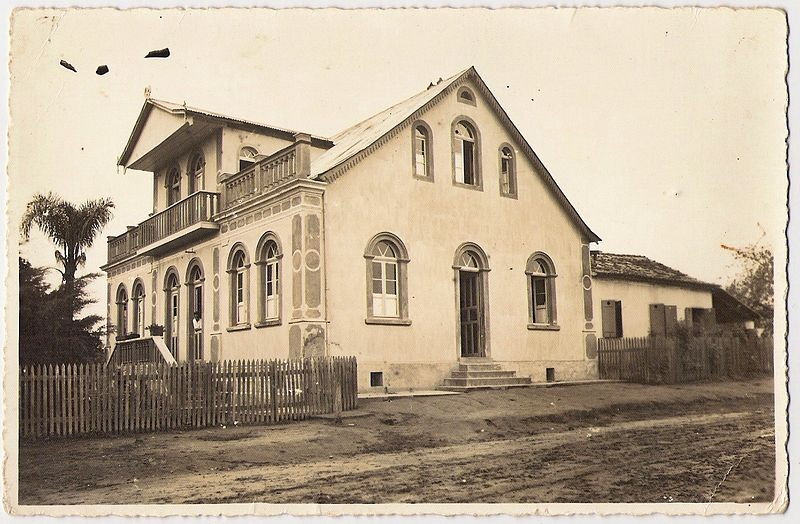
Edificação demolida na Praça Coronel Collaço, no atual cruzamento da rua Getúlio Vargas com a rua Senador Nereu Ramos. Construída para servir como casa paroquial da Igreja Evangélica de Confissão Luterana no Brasil, onde residiu com sua família o pastor Karl Schwab, foi depois local da primeira instalação do Hospital Santa Terezinha, então hotel e finalmente casa das freiras do Instituto Servian. Demolida na segunda metade da década de 1970. Fotografia do acervo de Edison Westphal

O Hospital Santa Teresinha (HST) é um hospital geral da cidade de Braço do Norte, no estado de Santa Catarina. Foi fundado em 30 de junho de 1935. Foi instalado inicialmente na Praça Coronel Collaço, na antiga residência do pastor luterano. A pedra fundamental de sua sede definitiva foi lançada em 24 de julho de 1942, em terreno doado para tal fim por Jacó Batista Uliano. Seu primeiro presidente foi Oswaldo Westphal.